# Castlevania: Nocturne
Castlevania: Nocturne är en amerikansk animerad äventyrs- och actionserie vars första säsong hade premiär den 28 september 2023 på Netflix. Serien som är regisserad av Samuel Deats är en uppföljare till TV-serien Castlevania som sändas mellan 2017 och 2021.
Serien har blivit förnyad med en andra säsong.

## Handling
Serien utspelar sig i Frankrike under franska revolutionen och kretsar kring Richter Belmont som måste slå sig samman med vampyrjägare och magiker för att stoppa en apokalyps.

## Rollista i urval
- Edward Bluemel - Richter Belmont
- Pixie Davies - Maria Renard
- Thuso Mbedu - Annette
- Nastassja Kinski - Tera
- Sydney James Harcourt - Edouard
- Zahn McClarnon - Olrox
- Richard Dormer
- Aaron Neil
- Elarica Johnson
- Franka Potente - Erzsebet Báthory
- Sophie Skelton - Julia Belmont